# Viola Goretzki
Viola Goretzki, née le 23 novembre 1956 à Zwickau, est une rameuse d'aviron est-allemande. 

## Carrière
Viola Goretzki participe aux Jeux olympiques de 1976 à Montréal et remporte la médaille d'or avec le huit est-allemand. 
Elle obtient aussi l'or en huit aux Championnats du monde d'aviron 1975.

## Famille
Elle est la femme de Bernd Landvoigt, la belle-sœur de Jörg Landvoigt et la tante d'Ike Landvoigt.